# 斯米亞多沃灣
62°37′23.4″S 61°17′30″W / 62.623167°S 61.29167°W

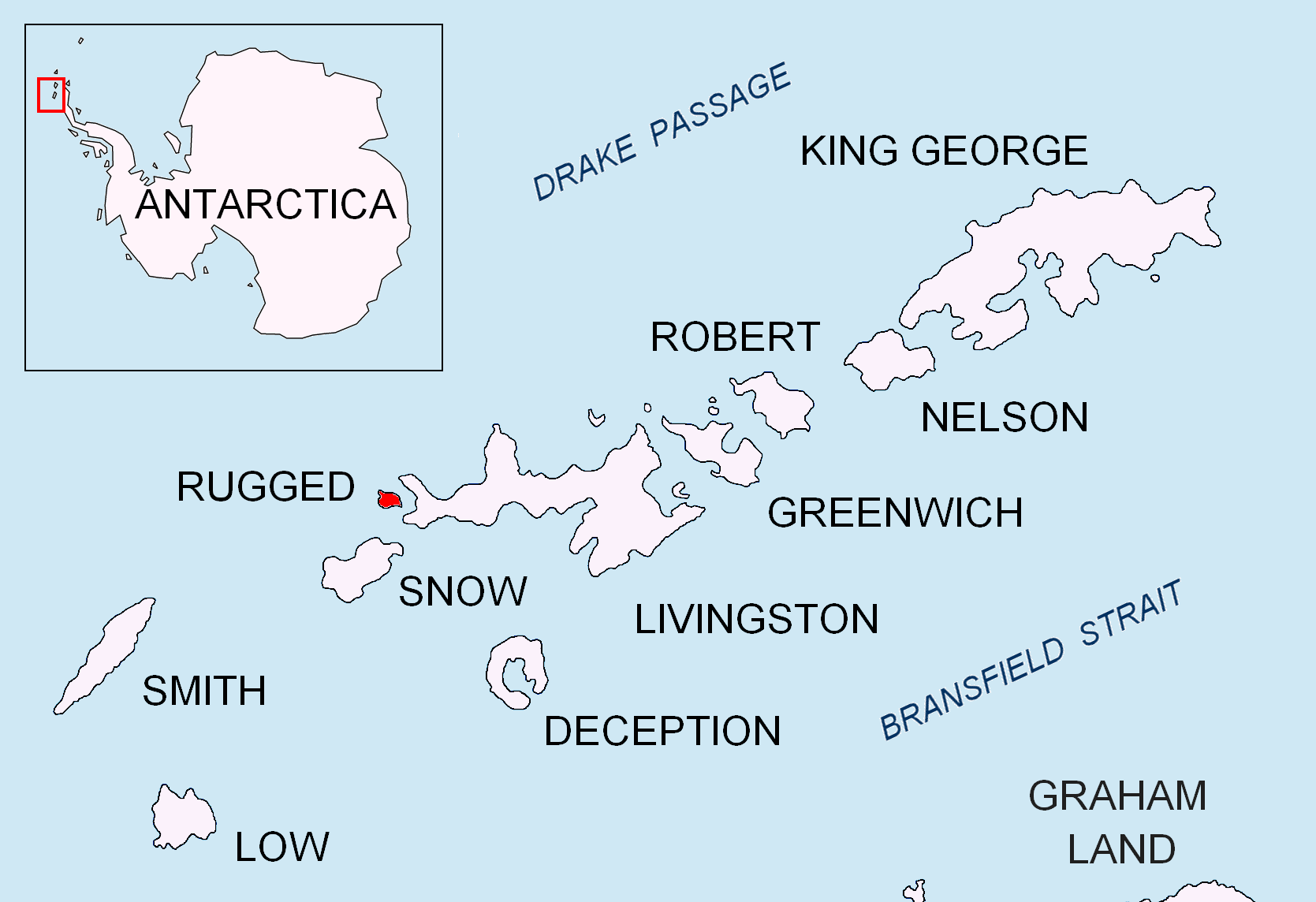

斯米亞多沃灣是南極洲的海灣，位於南設得蘭群島中利文斯頓島的拜爾斯半島西岸，長0.85公里、寬0.9公里，以保加利亞東北部的城鎮斯米亞多沃命名。

## 外部連結
- Smyadovo Cove. （页面存档备份，存于） SCAR Composite Gazetteer of Antarctica.